# Ljubov Jegorovová
Ljubov Ivanovna Jegorovová (rusky Любовь Ивановна Егорова, narozená 5. května 1966 v Seversku), je bývalá sovětská a ruská běžkyně na lyžích, mnohonásobná olympijská medailistka a mistryně světa.

## Sportovní kariéra
Ve světovém poháru debutovala v roce 1984, největších úspěchů dosáhla po roce 1991. Na olympijských hrách 1992 v Albertville i o dva roky později v Lillehammeru získala vždy po třech zlatých medailích, z toho po dvou individuálních a po jedné se silnou ruskou štafetou. Celkem získala na olympiádách devět medailí, což byl největší počet mezi běžkyněmi na lyžích v historii. Tento rekord překonala až v roce 2014 Marit Bjørgenová.

## Dopingový nález
V roce 1997 během mistrovství světa měla pozitivní dopingový test na anabolický steroid bromantan. Tři dny předtím vyhrála závod na 5 km klasicky, medaile jí byla odebraná a připadla krajance Jeleně Vjalbeové. Po skončení trestu se sice k závodění vrátila, na své předchozí úspěchy však již nenavázala.